# 地方創生及びデジタル社会の形成等に関する特別委員会
地方創生及びデジタル社会の形成等に関する特別委員会（ちほうそうせいおよびでじたるしゃかいけいせいとうにかんするとくべついいんかい）は、日本の参議院に設置されている特別委員会。国会法第45条の規定に基づき設置されている。

## 概要
地方創生及びデジタル社会の形成等に関する特別委員会は、参議院に置かれている特別委員会である。地方創生及びデジタル社会の形成等に関する特別委員会が国会に最初に置かれたのは、第208回国会（2022年（令和4年）1月17日召集）である。第207回国会まで設置されていた地方創生及び消費者問題に関する特別委員会の所管事項が引き継がれている。
なお、衆議院には地域活性化・こども政策・デジタル社会形成に関する特別委員会が設置されている。
委員の選任は、すべて議長の指名によって行われる（衆議院規則37条・参議院規則30条1項）。実際には、各議院運営委員会において、各会派の議席数に応じて各委員会の委員の員数も配分され、個別の人事は配分された員数の範囲内で各会派によって行われる。
委員長は、委員の互選（国会法45条）で選任されると定められているが、投票によらないで動議によって選出されることがほとんどである。委員長の選挙は年長者が主催することになっている（衆議院規則101条・参議院規則80条）。事前に各会派間で協議された特別委員長各会派割当てと会派申出の候補者に基づいておこなわれる。なお、委員長に事故があった場合は理事が職務を行うことになっている（衆議院規則38条2項・参議院規則31条3項）。
理事の選任は委員の互選（衆議院規則38条1項・参議院規則31条）となっているが、委員会設置以来すべて委員長の指名により行われている。理事の員数および各会派割当ては議院運営委員会で決定した基準により、選挙など会派の構成が大きく変わった際に見直される。

## 参議院

### 組織
地方創生及びデジタル社会の形成等に関する特別委員会の員数は35人である（参議院規則78条）。委員長1名、理事7名が選出または指名される。
地方創生及びデジタル社会の形成等に関する特別委員会の組織
2023年（令和5年）6月21日現在
- 地方創生及びデジタル社会の形成等に関する特別委員長
  - 鶴保庸介（自由民主党）

- 理事 
  - 三宅伸吾、山田太郎（自由民主党）
  - 杉尾秀哉（立憲民主・社民）
  - 平木大作（公明党）

- 委員
  - 浅尾慶一郎、越智俊之、友納理緒、長谷川英晴、船橋利実、山本啓介、山本佐知子（自由民主党）
  - 小沼巧、岸真紀子（立憲民主・社民）
  - 上田勇（公明党）
  - 猪瀬直樹、柳ヶ瀬裕文（日本維新の会）
  - 芳賀道也（国民民主党・新緑風会）
  - 伊藤岳、山下芳生（日本共産党）

## 歴代委員長
| 参議院地方創生及びデジタル社会の形成等に関する特別委員長 | 参議院地方創生及びデジタル社会の形成等に関する特別委員長 | 参議院地方創生及びデジタル社会の形成等に関する特別委員長 | 参議院地方創生及びデジタル社会の形成等に関する特別委員長 |
| -------------------------------------------------------- | -------------------------------------------------------- | -------------------------------------------------------- | -------------------------------------------------------- |
| 1                                                        | 古川俊治                                                 | 2022年1月17日 - 2022年10月2日                            | 自由民主党                                               |
| 2                                                        | 鶴保庸介                                                 | 2022年10月2日 - 2023年10月20日                           | 自由民主党                                               |
| 3                                                        | 長谷川岳                                                 | 2023年10月20日 - 2024年5月31日                           | 自由民主党                                               |
| 4                                                        | 古川俊治                                                 | 2024年5月31日 - 2024年11月28日                           | 自由民主党                                               |
| 5                                                        | 山田太郎                                                 | 2024年11月28日 - 現職                                    | 自由民主党                                               |